# Sumatraanse sluiptimalia
De Sumatraanse sluiptimalia (Gypsophila rufipectus synoniemen: Napothera rufipectus of Turdinus rufipectus) is een zangvogel uit de familie Pellorneidae.

## Verspreiding en leefgebied
Deze soort is endemisch op westelijk Sumatra.

## Status
De grootte van de populatie is niet gekwantificeerd maar de soort wordt omschreven als vrij algemeen. Op de Rode lijst van de IUCN heeft deze soort de status niet bedreigd.